# Jurassique inférieur
Pour les articles homonymes, voir Lias.
Stratigraphie
Trias supérieur Jurassique moyen
Trias
L'époque géologique du Jurassique inférieur, autrefois nommée Lias, est la dénomination chronostratigraphique internationale de la série inférieure du Jurassique. Elle fait suite au Trias supérieur et plus précisément à l'étage terminal du Trias, à savoir le Rhétien, et précède le Jurassique moyen. Le Jurassique inférieur recouvre un intervalle de temps compris entre 201,4 et 174,7 millions d'années.

## Acceptions: stratigraphie et chronologie
Les géologues germanophones réservent le terme de Lias (ou, indifféremment, de « Jurassique brun ») à la série stratigraphique, et préfèrent parler de Jurassique inférieur pour désigner la période proprement dite : dans la délimitation actuelle du Jura souabe, le concept de Jurassique brun désigne une couche d'une formation particulière, et le terme de Lias désigne les couches de même période pour le nord et le centre de l'Allemagne.

## Subdivisions chronostratigraphiques du Lias

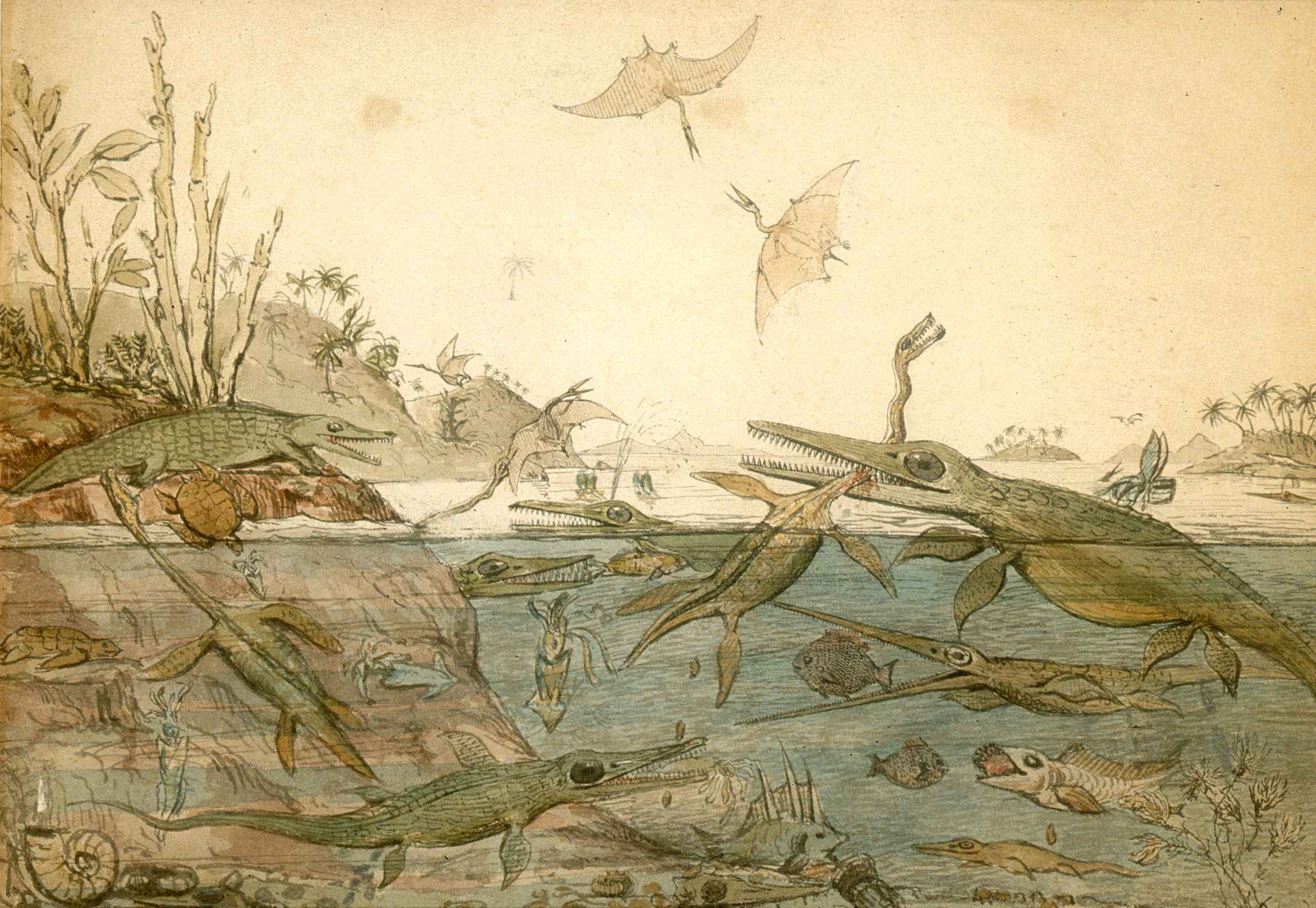
Cette aquarelle peinte par Henry De la Beche en 1830, et intitulée Duria Antiquior (« Dorset préhistorique ») où l'on voit la mer du Dorset au Lias, est la première reconstitution d'un biotope préhistorique avec des animaux contemporains (Paléoécologie).

Par convention internationale, le Lias est divisé en quatre étages :
| - Toarcien      | (182,7 ± 0,7 - 174,1 ± 1,0 Ma)  |
| - Pliensbachien | (190,8 ± 1,0 - 182,7 ± 0,7 Ma)  |
| - Sinémurien    | (199,3 ± 0,3 - 190,8 ± 1,0 Ma)  |
| - Hettangien    | (201,3 ± 0,2 - 199,3 ± 0,3 Ma). |

## Faune

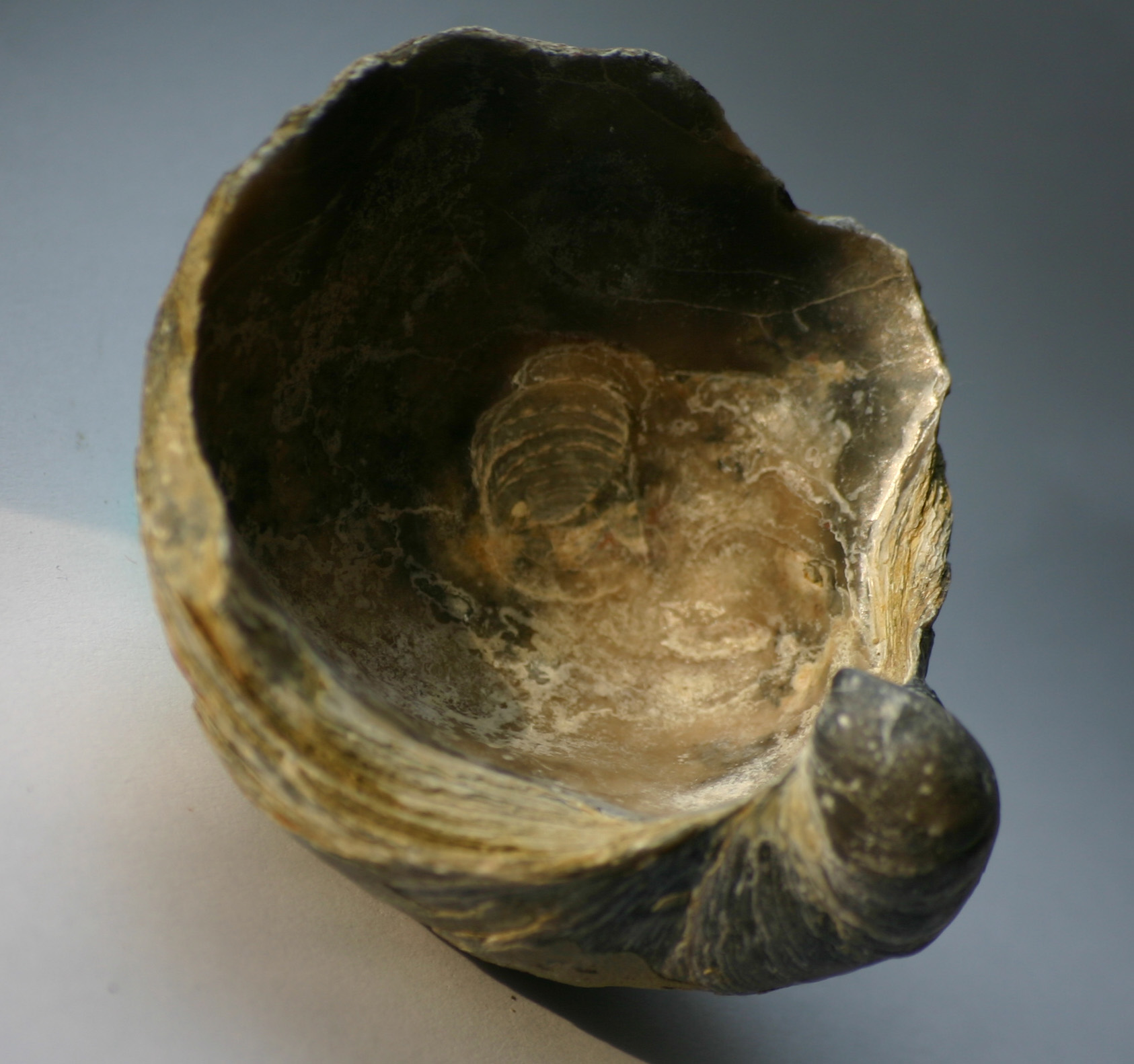
Coquille de Gryphaea.

Un fossile commun du Jurassique inférieur est l'ostréïdé Gryphaea. Les argiles noires à Posidonies de Holzmaden (Bade-Wurtemberg) et leurs fameux dépôts fossilifères appartiennent à l’étage du Toarcien.

## Flore
Le Jurassique inférieur aurait vu l'apparition des premières plantes à fleurs, si le fossile chinois Nanjinganthus dendrostyla appartient bien à ce groupe,.